# Шноль, Симон Эльевич
Симо́н Э́льевич Шноль (21 марта 1930, Москва — 11 сентября 2021, Пущино, Московская область) — советский и российский биофизик, историк советской и российской науки. Профессор кафедры биофизики физического факультета МГУ, бывший зав. лабораторией физической биохимии Института теоретической и экспериментальной биофизики РАН (Пущино), доктор биологических наук (1970), действительный член Российской академии естественных наук.
Область интересов: колебательные процессы в биологических системах, теория эволюции, космофизические корреляции биологических и физико-химических процессов, история науки. Заслуженный Соросовский профессор. Был членом редколлегии журнала «Природа».
Брат математика и педагога Эммануила Шноля и доктора геолого-минералогических наук Якова Юдовича. Отец биолога, генетика, эволюциониста Алексея Кондрашова.

## Биография
Родился 21 марта 1930 года в Москве в еврейской семье. Отец Эли Гершевич Шноль (1894—1938) — лингвист, философ, репрессирован в 1933 году и выпущен в 1936. Мать Фаина Яковлевна Юдович — учительница русского языка и литературы. Во время учёбы работал пастухом и электромонтёром. С 1944 года — воспитанник детдома № 38 в Москве. Сдал экстерном экзамены за 9-й класс и поступил в 10-й класс школы № 352 в Москве. В 1946 году поступил на биологический факультет МГУ.
По окончании МГУ был направлен на работу по применению радиоактивных изотопов на кафедру медицинской радиологии Центрального института усовершенствования врачей, где работал в качестве старшего лаборанта, ассистента (1954), доцента (1959). В 1960 году перешёл на работу в МГУ в качестве сначала старшего научного сотрудника, а затем (1962) доцента кафедры биофизики физического факультета. С 1975 года — профессор кафедры биофизики. Читал курс лекций «Общая биохимия» и лекции по истории науки.
В 1963 году стал руководителем лаборатории физической биохимии в Институте биофизики в Пущине. Первые научные работы были посвящены свойствам ферментов, расщепляющих АТФ, и природе макроэргических фосфатов, а также применению радиоактивных изотопов в экспериментальных и клинических исследованиях.
Умер 11 сентября 2021 года в городе Пущино.

### Научная работа
В 1954—1957 годах показал высокую вероятность колебательных режимов в биохимических реакциях. Этим режимам посвящены последующие работы. Исследование колебательных реакций на примере реакции, открытой Борисом Белоусовым, проведённое под руководством Шноля аспирантом Анатолием Жаботинским, приобрело широкую известность. Докторская диссертация «Спонтанные обратимые изменения („конформационные колебания“) препаратов мышечных белков», защищённая в 1970 году, посвящена результатам исследований, начатых в 1951 году и продолжавшихся к тому времени почти два десятилетия. Как пишет член-корреспондент РАН Фазоил Атауллаханов: «Благодаря труду Шноля наука обогатилась целой областью естествознания, а полученные результаты в значительной степени перевернули большую часть науки. Была создана новая термодинамика и целый ряд новых областей. За работу в этой области науки Нобелевскую премию 1977 года по химии получил замечательный выходец из России бельгийский физик и фотохимик Илья Пригожин, внёсший великий вклад в развитие этих идей. Но я считаю, что его вклад не больше, чем вклад С. Э. Шноля, если не сказать наоборот. Ведь без знаний о реакции Белоусова — Жаботинского работы Пригожина были бы невозможны».
В исследованиях 1985—2002 годов обнаружил закономерное изменение тонкой структуры статистических распределений, отражающих результаты измерений, получаемых при изучении процессов различной природы. Показал, что форма соответствующих гистограмм в одно и то же местное время с высокой вероятностью сходна при измерениях процессов разной природы в разных географических пунктах и что она изменяется с периодом, равным звёздным суткам (23 час. 56 мин.), из чего сделал вывод о фундаментальной космофизической природе этого явления (критикуемый, однако, другими авторами).
Работы Шноля были предметом редкого события — спора между членами комиссии по лженауке академиком Виталием Гинзбургом и академиком Эдуардом Кругляковым. Гинзбург защищал их, а Кругляков опровергал:

— …Несмотря на возраст, более 10 последних лет жизни он оставался главным редактором известного журнала «Успехи физических наук», и это не был «свадебный генерал», он действительно редактировал статьи, рекомендовал авторов. Были, конечно, ошибки. Мы с ним как-то сцепились по поводу статьи Шноля.
— А в чём был предмет разногласий?
— А предмет состоял в том, что Шноль, биолог, написал о том, что интенсивность излучения радиоактивного источника периодически менялась во времени. С точки зрения физики этого не могло быть. А Виталий Лазаревич эту статью опубликовал. Я Виталию Лазаревичу говорил, что этого не может быть, впрочем, не я один. Впрочем, после статьи Шноля он опубликовал возражения оппонентов, так что всё было в порядке. Но это редкий случай. Он очень хорошо чувствовал, что есть наука, а что — не наука.
— Виталий Гинзбург: страницы истории 25.11.2009 Вспоминает знаменитого учёного академик РАН Эдуард Кругляков
Автор свыше 200 научных работ. Автор книги по истории науки — «Герои и злодеи российской науки» (1997) (второе издание «Герои, злодеи, конформисты российской науки», 2001). Подготовил около 50 кандидатов и 20 докторов наук.

### Популяризация науки

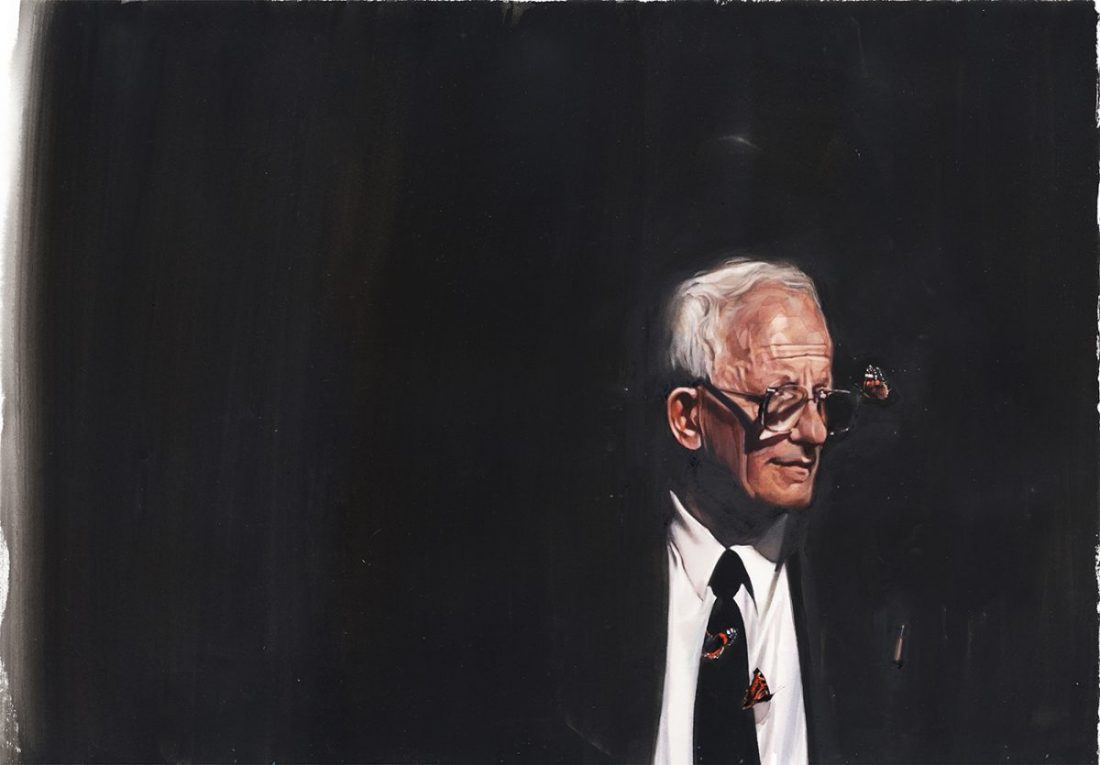
Портрет Симона Шноля авторства художника Димы Ребуса "Good Morning Dr. Shnoll" (2017)
Акварель на бумаге, химические растворы, дождевая вода

Симон Эльевич много лет был председателем жюри Школьной биологической олимпиады МГУ. При его активном участии были разработаны принципы составления творческих олимпиадных задач по биологии.
Кроме того, Симон Эльевич читал лекции школьникам научного лагеря «Слон и жираф», читал лекцию «Биологические часы» в телевизионном проекте «Academia» канала «Россия-Культура».

## Известные ученики
- Анатолий Жаботинский (1938—2008, аспирант) — лауреат Ленинской премии (1980), профессор университета Брандейса (Массачусетс)
- Фазоил Атауллаханов (р. 1946) — член-корреспондент РАН, директор ЦТП ФХФ РАН, профессор кафедры биофизики физического факультета МГУ имени М. В. Ломоносова.

## Семья
Братья:
- Эммануил Эльевич Шноль (1928—2014) — математик.
- Яков Эльевич Юдович (род. 1937) — геолог и геохимик.

Жена — биолог Мария Николаевна Кондрашова (1928—2020). Сын — Алексей Симонович Кондрашов (род. 1957), биолог (генетик), дочь Ольга Симоновна Кондрашова.

## Признание
Именем С. Э. Шноля назван астероид (10286) Шноллия (Shnollia).
В 2013 году награждён Золотой медалью имени Льва Николаева за существенный вклад в просвещение, популяризацию достижений науки и культуры.

### Диссертации
- Шноль, Симон Эльевич. О связывании меченых аминокислот белками : Автореферат дис. на соискание учен. степени кандидата биол. наук / М-во здравоохранения СССР. Центр. ин-т усовершенствования врачей. — Москва : [б. и.], 1956. — 16 с.
- Шноль, Симон Эльевич. Спонтанные обратимые изменения («конформационные колебания») препаратов мышечных белков : диссертация … доктора биологических наук : 03.00.00. — Пущино, 1969. — 466 с. : ил.

Статьи:
- Биологические часы: Краткий обзор хода исследований и современного состояния проблемы биологических часов.
- Шноль С. Э., Коломбет В. А., Пожарский Э. В. и др. О реализации дискретных состояний в ходе флуктуаций в макроскопических процессах.
- Панчелюга В. А., Шноль С. Э.. О пространственной анизотропии, выявляемой при исследовании «эффекта местного времени».
- Багоцкий С. В., Беркинблит М. Б., Дгебуадзе Ю. Ю., Коротков К. О., Мина М. В., Попов Д. В., Шноль С. Э. Вопросы первого (письменного) тура биологической олимпиады МГУ // Биология в школе. — 1977. — № 1.